# Mariette Sineau
Mariette Sineau est une politologue et sociologue française, directrice de recherche au CNRS. Ses recherches portent sur le genre et la parité en politique.   

## Biographie
Mariette Sineau soutient en 1996, à l'Institut d'études politiques, la thèse intitulée La politique : un enjeu majeur dans les rapports de pouvoir entre sexes.  Elle entre au Centre de recherches politiques de Sciences Po. Elle est directrice de recherche CNRS. Elle s'intéresse au genre et politique, à l'accès des femmes au pouvoir, à la parité en politique. Elle est  membre de l’Observatoire de la parité entre les femmes et les hommes et de Terra Nova.
Elle publie en 2001 Profession, femme politique : sexe et pouvoir sous la Cinquième République. Elle complète cet ouvrage en 2011 en publiant Femmes et pouvoir sous la Ve République : de l'exclusion à l'entrée dans la course présidentielle. Elle propose un bilan des changements consécutifs à la loi du 6 juin 2000 qui institue la parité en politique en France.
À la suite de la candidature de Ségolène Royal, aux élections présidentielles en 2007, Mariette Sineau publie La force du nombre : femmes et démocratie présidentielle. Elle livre une analyse de la performance et de la campagne de la candidate. Elle souligne le paradoxe entre la faible proportion de femmes élues à l’Assemblée nationale et les mesures législatives en faveur des femmes.

## Publications
- Techniciens en uniforme : les sous-officiers de l'Armée de l'air et de la Marine / Étienne Schweisguth, Mariette Sineau, Françoise Subileau, Paris, Presses de la Fondation nationale des sciences politiques, 1979, 294 p.
- Des femmes en politique, Paris, Economica, 1988, 240 p.  (ISBN 2-7178-1410-8)
- Profession femme politique : sexe et pouvoir sous la Cinquième République, Paris, Presses de Sciences po, 2001, 305 p.  (ISBN 2-7246-0853-4)
- Parité : le Conseil de l'Europe et la participation des femmes à la vie politique, Strasbourg, Éditions du Conseil de l'Europe, 2004, 97 p.  (ISBN 92-871-5407-4)
- La force du nombre : femmes et démocratie présidentielle, La Tour-d'Aigues, Éditions de l'Aube, 2010, 206 p.  (ISBN 978-2-8159-0031-7)
- Femmes et pouvoir sous la Ve République : de l'exclusion à l'entrée dans la course présidentielle, Paris, Presses de la Fondation nationale des sciences politiques, 2011, 324 p.  (ISBN 978-2-7246-1220-2)